# Sextuor à cordes
Pour les articles homonymes, voir Sextuor à cordes (homonymie).
En musique classique, un sextuor à cordes est un ensemble de musique de chambre constitué de six instruments à cordes ou une composition pour cet ensemble.

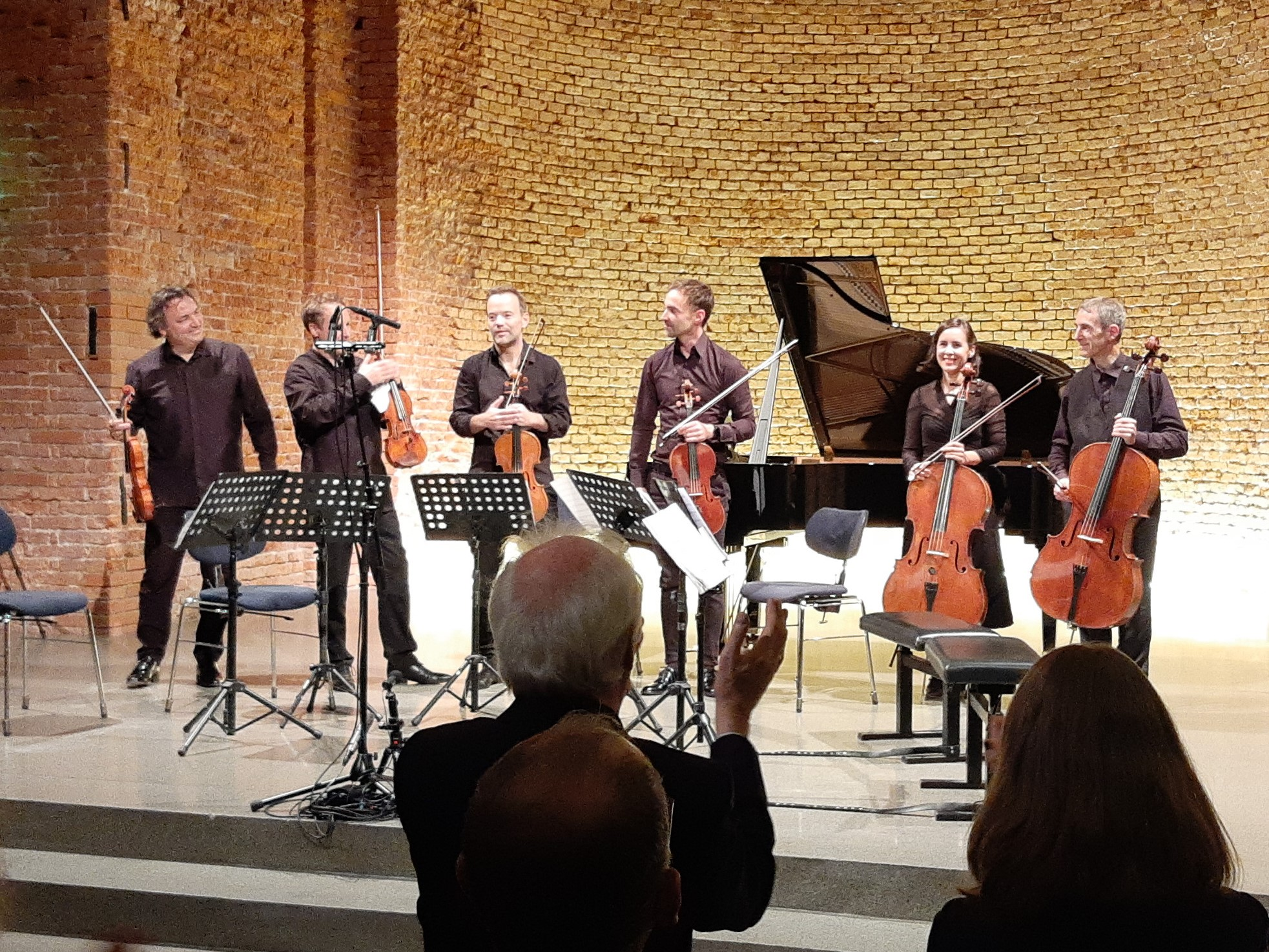

## Organisation
Les sextuors à cordes ne sont pas rares dans le répertoire de nombreux compositeurs classiques - même si le quatuor à cordes a toujours été de loin le type d'ensemble de chambre à cordes le plus populaire à travers les époques musicales (à partir du classicisme viennois). L'instrumentation habituelle d'un sextuor est la suivante :
- deux violons
- deux altos
- deux violoncelles

La structure ci-dessus peut être utilisée comme structure standard car elle a été utilisée par des compositeurs tels que Brahms, Reger ou Schönberg.
En outre, il existe d'autres organisations du sextuor moins fréquentes :
- 4 violons et 2 violoncelles
- 3 violons et 3 violoncelles
- 3 violons, 2 violoncelles et 1 contrebasse
- 2 violons, 1 alto, 2 violoncelles et 1 contrebasse

Il existe également des sextuors à cordes constitués d'un seul groupe d'instruments : par exemple 6 violoncelles ou 6 violons.
Les compositeurs classiques suivants, entre autres, sont connus pour leurs sextuors à cordes avec une instrumentation inhabituelle : Joseph Haydn (1761), Bernhard Romberg (1821), Ferdinand David (1861), Ernst Rudorf (1865), Nikolai Rimski-Korsakow (1876), Arnold Krug (1897), Eduard Behm (1897?), Theodor Streicher (1897?), Hermann Suter (UA 1917), Hans Werner Henze (1966), Georg Friedrich Haas (1982) et Renate Birnstein (2002).
Les sextuors, même et surtout dans les dispositions ci-dessus, ne se retrouvent pas seulement dans la musique de concert classique, mais aussi (par analogie au quatuor à cordes) assez souvent dans les comédies musicales, la musique pop et également dans la musique de film, la musique de jeu vidéo ou la musique publicitaire.

## Œuvres
Voici une sélection de sextuors à cordes classés par ordre chronologique. Les œuvres des compositeurs mis en évidence en gras sont considérées comme particulièrement importantes du point de vue de l'histoire de la musique pour ce genre de musique de chambre.

### 1761-1800
- Joseph Haydn (1732-1809) : Echo, Divertimento en mi bémol majeur « pour deux 2 Violons et contrebasse, placés dans différentes salles" (1761, Hob II : 39)
- Luigi Boccherini (1743-1805): 6 Sextuors à cordes op. 23 (écrit en 1776, imprimé ≈1780)
- Anton Wranitzky (1761-1820) : 6 sextuors à cordes
- Ignaz Josef Pleyel : Sextuor à cordes en fa majeur (B.261) (1780?)

### 1801-1850
- Bernhard Romberg (1767-1841) : Sextuor à cordes en fa mineur op. 35 (Elégie sur la mort d'un objet chéri 1821 [?], Pour violoncelle seul, 2 Violons, alto, violoncelle et contrebasse)
- Mihály Mosonyi (1815-1870) : Sextuor à cordes en ut mineur (1844 ?)
- Louis Spohr (1784-1859) : Sextuor à cordes en ut majeur op. 140 (1848, "à l'époque de la glorieuse révolution populaire pour redécouvrir la liberté, l'unité et la grandeur de l'Allemagne")
- Ignacy Feliks Dobrzyński (1807-1867) : Sextuor à cordes en mi bémol majeur op. 39 (1849)
- Per August Ölander (1824–1886) : Sextuor à cordes en la majeur (≈1850)

### 1851-1900
- Johannes Brahms (1833-1897) : Sextuors à cordes en si bémol majeur op. 18 (1859/60), sol majeur op. 36 (1864/65)
- Alexandre Borodine (1833-1887) : Sextuor à cordes en ré mineur (1860/61)
- Ferdinand David (1810-1873) : Sextuor à cordes en sol majeur op. 38 (1861, pour 3 Violons, alto et 2 violoncelles)
- Niels Wilhelm Gade (1817-1890) : Sextuor à cordes en mi bémol majeur op. 44 (1865)
- Ernst Rudorff (1840-1916) : Sextuor à cordes en la majeur op. 5 (1865, pour 3 Violons, alto et 2 violoncelles)
- Joachim Raff (1822–1882) : Sextuor à cordes en sol mineur op. 178 (1873)
- Heinrich Hofmann (1842–1902) : Sextuor à cordes en mi mineur op. 25 (~ 1875)
- Nikolai Rimski-Korsakow (1844-1908) : Sextuor à cordes en la majeur (1876, pour 3 Violons, alto et 2 violoncelles)
- Antonín Dvořák (1841–1904) : Sextuor à cordes en la majeur op. 48 (1878)
- Anton Rubinstein (1829-1894) : Sextuor à cordes en ré majeur op. 97 (1878)
- Nicolai von Wilm (1834–1911) : Sextuor à cordes en si bémol mineur op. 27 (1882)
- Eduard Franck (1817-1893) : Sextuors à cordes en mi bémol majeur op. 41 (imprimé en 1882), ré majeur op. 50 (imprimé en 1894)
- August Klughardt (1847–1902) : Sextuor à cordes en ut dièse mineur op. 58 (1890)
- Peter Tschaikowsky (1840-1893) : Souvenir de Florence, sextuor à cordes en ré mineur op. 70 (1890)
- Louis Glass (1864-1936) : Sextuor à cordes en sol majeur op. 15 (1893)
- Max Reger (1873-1916) : Sextuor à cordes en fa majeur, opus 118 (1910)
- Ernst von Dohnányi (1877–1960) : Sextuor à cordes en si bémol majeur (1893–96)
- Gustav Holst (1874-1934) : Scherzo pour sextuor à cordes (1897)
- Arnold Krug (1849-1904) : Sextuor à cordes en ré majeur op. 68 (1897, pour 2 Violons, alto, violotta, violoncelle et CellOne)
- Eduard Behm (1862-1946) : Sextuor à cordes (1897 [?], Pour 2 Violons, alto, violotta, violoncelle et violoncelle)
- Theodor Streicher (1874-1940) : Sextuor à cordes en fa majeur (1897 [?], For 2 Violons, alto, violotta, violoncelle et contrebasse)
- Henri XXIV. Reuss à Köstritz (1855-1910) : Sextuor à cordes en ré mineur op. 12 (1899)
- Arnold Schönberg (1874-1951) : Nuit transfigurée, sextuor à cordes op. 4 (1899, d'après le poème du même nom  de Richard Dehmel)[3]

### 1901-1950
- Hakon Børresen (1876-1954) : Sextuor à cordes en sol majeur op. 5 (1901)
- Hans von Koessler (1853-1926) : Sextuor à cordes en fa mineur (imprimé en 1902)
- Henri XXIV. Reuss à Köstritz (1855-1910) : Sextuor à cordes en si mineur op. 17 (1902)
- Reinhold Glière (1875-1956) : Sextuors à cordes en ut mineur op. 1 (1902), si mineur op. 7 (1904) et ut majeur op. 11 (1906)
- Frank Bridge (1879-1941) : Sextuor à cordes en mi bémol majeur (1906/12)
- Max Reger (1873-1916) : Sextuor à cordes en fa majeur op. 118 (1910)
- Erich Wolfgang Korngold (1897-1957) : Sextuor à cordes en ré majeur op. 10 (1914-16)
- Hermann Suter (1870-1926) : Sextuor à cordes en ut majeur op.18 (pour 2 Violons, alto, 2 Violoncelles et contrebasse; AU 1917)[4]
- Erwin Schulhoff (1894-1942) : Sextuor à cordes op. 45 (VM 70, 1920-24, UA 1924 ; Dédié à Francis Poulenc)
- Joseph Holbrooke (1878-1958) : Sextuor à cordes en ré majeur op. 43 (1924)
- Egon Kornauth (1891-1959) : Sextuor à cordes en la mineur op. 25 (1925)
- Vincent d'Indy (1851-1931) : Sextuor à cordes en si bémol majeur op. 92 (1927-1928)
- Adolf Busch (1891-1952) : Sextuor à cordes en sol majeur op. 40 (1928)
- Fritz Heinrich Klein (1892-1977) : Sextuor à cordes op. 44 (1932)
- Bohuslav Martinů (1890-1959): Sextuor à cordes (1932)
- Heinz Pauels (1908-1985) : Sextuor à cordes en fa dièse mineur op. 7 (après 1932 ?)
- Ralph Vaughan Williams (1872-1958) : Double Trio, sextuor à cordes (1938)
- Richard Strauss (1864-1949) : Prélude de l'opéra Capriccio op. 85 (UC 1942) ; peut également être interprété comme une pièce de concert

### 1951-2000
- Mauricio Kagel (1931-2008) : Sextuor à cordes (1953/57)
- Josef Matthias Hauer (1883-1959) : pièce à douze tons pour sextuor à cordes (1958)
- Darius Milhaud (1892-1974) : Sextuor à cordes op. 365 (1958)
- Walter Piston (1894-1976) : Sextuor à cordes (1964)
- Hans Werner Henze (1926-2012) : Le jeune Törless, Fantasia pour sextuor à cordes (1966, pour 3 Violons, 2 altos et violoncelle; basé sur la musique du film du même nom de Volker Schlöndorff)
- Wolfgang von Schweinitz (* 1953) : Canon perpétuel II pour sextuor à cordes, op. 4 (1973); Sextuor à cordes op. 16 (1978, hommage à Franz Schubert)
- Robert Wittinger (* 1945) : Omaggio - Musica in memoria di Bruno Maderna pour sextuor à cordes, op. 26 (UC 1978)
- Bertold Hummel (1925-2002) : Adagietto pour sextuor à cordes op. 75d (1978/99)
- Gerd Domhardt (1945-1997) : Sextuor à cordes (UA 1982)
- Günther Becker (1924-2007) : Parenthèses, études sur les micro-intervalles de sons purs pour sextuor à cordes (1982)
- Georg Friedrich Haas (* 1953) : Sextuor à cordes (1982, première 1988 ; pour 3 Altos et 3 violoncelles)
- Wolfgang Stendel (* 1943) : Sextuor à cordes (1982)
- Dieter Acker (1940-2006) : Sextuor à cordes (1983)
- Iván Eröd (1936-2019) : Sérénade pour sextuor à cordes op. 45 (1983)
- Rudi Spring (* 1962) : Sextuor à cordes op. 18 (1983/92)
- Alexander Mullenbach (* 1949) : Trois mouvements pour sextuor à cordes (1987)
- Pēteris Vasks (* 1946): Pavasara Sonata ('Spring Sonata') pour sextuor à cordes (1987)
- Peter Mieg (1906-1990) : Sextuor pour sextuor à cordes (1989)
- Hermann Sulzberger (* 1957) : Sextuor à cordes op. 12 (1987/88, UC 1993)
- Rainer Bischof (* 1947) : Sextuor à cordes (1989/90)
- Günther Zechberger (* 1951) : sextuor à cordes (1990)
- Wolfram Wagner (* 1962): Cinq moments pour sextuor à cordes (1991)
- Michael Denhoff (* 1955) : Deux fois donc un - Beckett Moments, sextuor à cordes op. 66 (1992)
- Max E. Keller (* 1947) : Ligne - Point - Strich, sextuor à cordes (1992)
- Sven-Ingo Koch (* 1974) : Sextuor à cordes (1992)
- Kurt Hopstein (1934-2013): Jardins oubliés, Sextuor à cordes (1993)
- Jörg Widmann (* 1973) : 180 battements par minute pour sextuor à cordes (1993)
- Cristóbal Halffter (* 1930): Endechas para una reina de España pour sextuor à cordes (1994)
- Volker David Kirchner (1942-2020) : Gethsemani, Notturno pour sextuor à cordes (1994) ; Chant orphique II pour sextuor à cordes (1998)
- Friedrich Cerha (1926-2023) : Huit mouvements d'après Hölderlin - fragments pour sextuor à cordes (1995)
- Wladimir Pantchev (1948-2021) : Mantras pour sextuor à cordes (1995/96)
- Iannis Xenakis (1922-2001) : Ittidra, sextuor à cordes (1996)
- Stefan Albert (* 1959) : Sextuor à cordes (1997)
- Joachim FW Schneider (* 1970) : Chant de nuit pour sextuor à cordes (1997)
- Chaya Czernowin (* 1957) : Dam sheon hachol ('Le sablier saigne encore'), sextuor à cordes (1999)
- Augusto Valente (* 1959): Six to Midnight, sextuor à cordes (1999/2000)

### Depuis 2001
- Horst Schiffbauer (* 1937) : L'autre, pas d'ici, sextuor à cordes (WP 2002)
- Renate Birnstein (* 1946) : Sextuor à cordes (2002, pour 3 Violons, 2 altos et violoncelle)
- Daniel Andres (* 1937) : Sextuor à cordes (WP 2003)
- Salvatore Sciarrino (* 1947) : Cavatina ei gridi pour sextuor à cordes (2002)
- Xaver Paul Thoma (* 1953) : Sextuor à cordes op. 130 (2002/03)
- Gerald Futscher (* 1962) : die walrus, sextuor à cordes (2003)
- Rudolf Dreßler (* 1932): Parksaal-Serenade pour sextuor à cordes (WP 2003)
- Salvatore Sciarrino (* 1947): Sestetto (2003)
- Stefano Gervasoni (* 1962) : Sextuor à cordes (2004)
- Wolfgang Danzmayr (* 1947) : Par exemple : Isolde, Streichsextett (2004) ; L'oreille de Wes entend cette musique, sextuor à cordes (2008)
- Friedrich Radermacher (1924-2020) : Sextuor à cordes (2004)
- Manuela Kerer (* 1980) : mise en 7 Lois du Code pénal italien pour le sextuor à cordes (UA 2005)
- Rolf Urs Ringger (1935-2019): Sextuor à cordes (WP 2005)
- Tatjana Komarova (* 1968) : Pour toujours et à jamais ! ? ..., Sextuor à cordes (2005)
- Steven Heelein (* 1984) : Les sept dernières paroles de Jésus sur la croix, sextuor à cordes (2006)
- Johannes Kotschy (* 1949) : Ça suffit !, sextuor à cordes (2008)
- Volker David Kirchner (1942-2020): Wie ein Naturlaut, sextuor à cordes (premier 2008)
- Franz Rechsteiner (* 1941) : ex nihilo-quo, sextuor à cordes (WP 2008)
- Selkis Riefling (* 1983) : Sextuor à cordes (WP 2009)

Il existe également de nombreux arrangements d'œuvres bien connues pour sextuor à cordes.